# Antifaschistischer Ausschuss
Antifaschistische Ausschüsse („Antifa-Ausschüsse“) waren 1945, während des Zusammenbruchs des NS-Staates oder nach dem Einmarsch der alliierten Truppen, gebildete, zumeist von Überlebenden der organisierten Arbeiterbewegung von vor 1933 initiierte Ausschüsse, Ligen, Komitees und Bewegungen, deren gemeinsames Kennzeichen die Selbstbezeichnung „antifaschistisch“ war.

## Geschichte
In den Tagen und Wochen zwischen dem Zusammenbruch der nationalsozialistischen Herrschaftsstruktur und der Etablierung eines funktionsfähigen Besatzungsregimes entstanden überall im Deutschen Reich auf lokaler Ebene durch spontane Initiativen „Antifa-Ausschüsse“. Die Antifas waren von Ort zu Ort unterschiedlich organisiert und gaben sich unterschiedliche Namen. Der Name Antifaschistischer Ausschuss ist der Sammelbegriff.
Ein kleiner Teil dieser Ausschüsse ging aus bereits bestehenden Widerstandsgruppen hervor, andere bildeten sich unmittelbar vor dem Einmarsch der alliierten Truppen und sorgten für die kampflose Übergabe ihrer Ortschaften. Die übrigen entstanden in den Tagen nach der Besatzung. Die Initiatoren dieser Zusammenschlüsse waren vor allem Überlebende der organisierten Arbeiterbewegung von vor 1933, aber auch bürgerliche und christliche Demokraten.
Im kurzzeitig bestehenden Machtvakuum begannen die „Antifa-Ausschüsse“ mit der Auflösung des lokalen NS-Machtapparats, der Entnazifizierung der Verwaltung und der Wiederherstellung der öffentlichen Ordnung. Es galt, die Nahrungsmittelversorgung zu sichern, Wohnraum für Obdachlose und Flüchtlinge zu schaffen, die örtliche Wirtschaft wieder in Gang zu bringen und die lethargische Bevölkerung zu ersten Wiederaufbauarbeiten heranzuziehen.
Die Antifa-Ausschüsse und Komitees wurden noch im Jahr 1945 sowohl in den drei Westzonen als auch in der Sowjetischen Besatzungszone (SBZ) wieder aufgelöst.
In der SBZ wurden in Anlehnung an Jugendorganisationen vor 1933, wie SAJ und KJVD, auch Antifaschistische Jugendausschüsse („Antifa-Jugend“) gebildet, die 1946 in der neugegründeten FDJ aufgingen.
Laut dem Historiker Ulrich Mählert, haben die „Antifa-Ausschüsse“ den spontanen Ausdruck eines politischen Willens zum Neuanfang von unten dargestellt.